# Romagny Fontenay
Romagny Fontenay ist eine französische Gemeinde mit 1.247 Einwohnern (Stand: 1. Januar 2022) im Département Manche in der Region Normandie. Sie gehört zum Arrondissement Avranches und zum Kanton Le Mortainais.
Romagny Fontenay entstand mit Wirkung vom 1. Januar 2016 als Commune nouvelle durch die Fusion der früheren Gemeinden Romagny und Fontenay.

## Geographie
Romagny Fontenay liegt etwa 28 Kilometer ostsüdöstlich von Avranches am Fluss Cance. An der südwestlichen Gemeindegrenze verläuft das Flüsschen Argonce. Umgeben wird Mortain-Bocage von den Nachbargemeinden 
- Juvigny les Vallées mit La Bazoge, Le Mesnil-Rainfray und Juvigny-le-Tertre im Norden,
- Saint-Barthélemy und Le Neufbourg im Nordosten,
- Mortain-Bocage im Süden und Osten,
- Grandparigny mit Milly im Südwesten und Chèvreville im Westen.

## Gliederung
| Ortsteil                  | ehemaliger INSEE-Code | Fläche (km²) | Einwohnerzahl (2016) |
| ------------------------- | --------------------- | ------------ | -------------------- |
| Fontenay                  | 50189                 | 06,85        | 0307                 |
| Romagny (Verwaltungssitz) | 50436                 | 29,46        | 1031                 |

## Bevölkerungsentwicklung
| Jahr                      | 1962 | 1968 | 1975 | 1982 | 1990 | 1999 | 2008 | 2013 |
| Einwohner                 | -    | -    | -    | -    | -    | -    | -    | 1673 |
| Quelle: Cassini und INSEE |      |      |      |      |      |      |      |      |

## Sehenswürdigkeiten
- Kirche Notre-Dame aus dem 16. Jahrhundert
- Kirche Saint-Pierre aus dem 15. Jahrhundert
- Kapelle Saint-Vital
- Teufelsbrücke über den Cançon

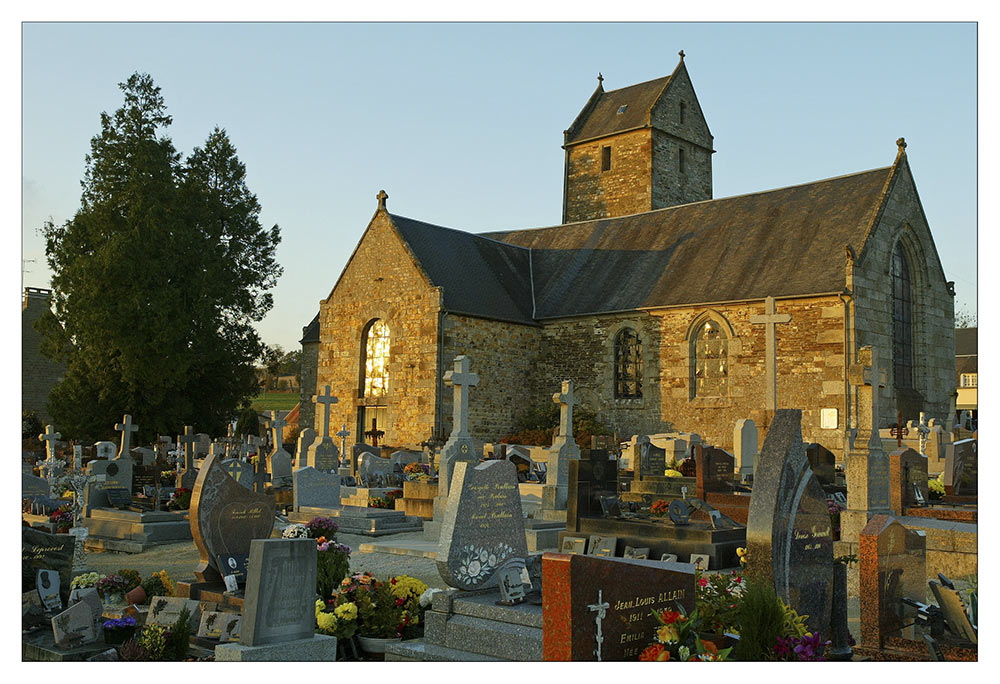
Kirche Notre-Dame
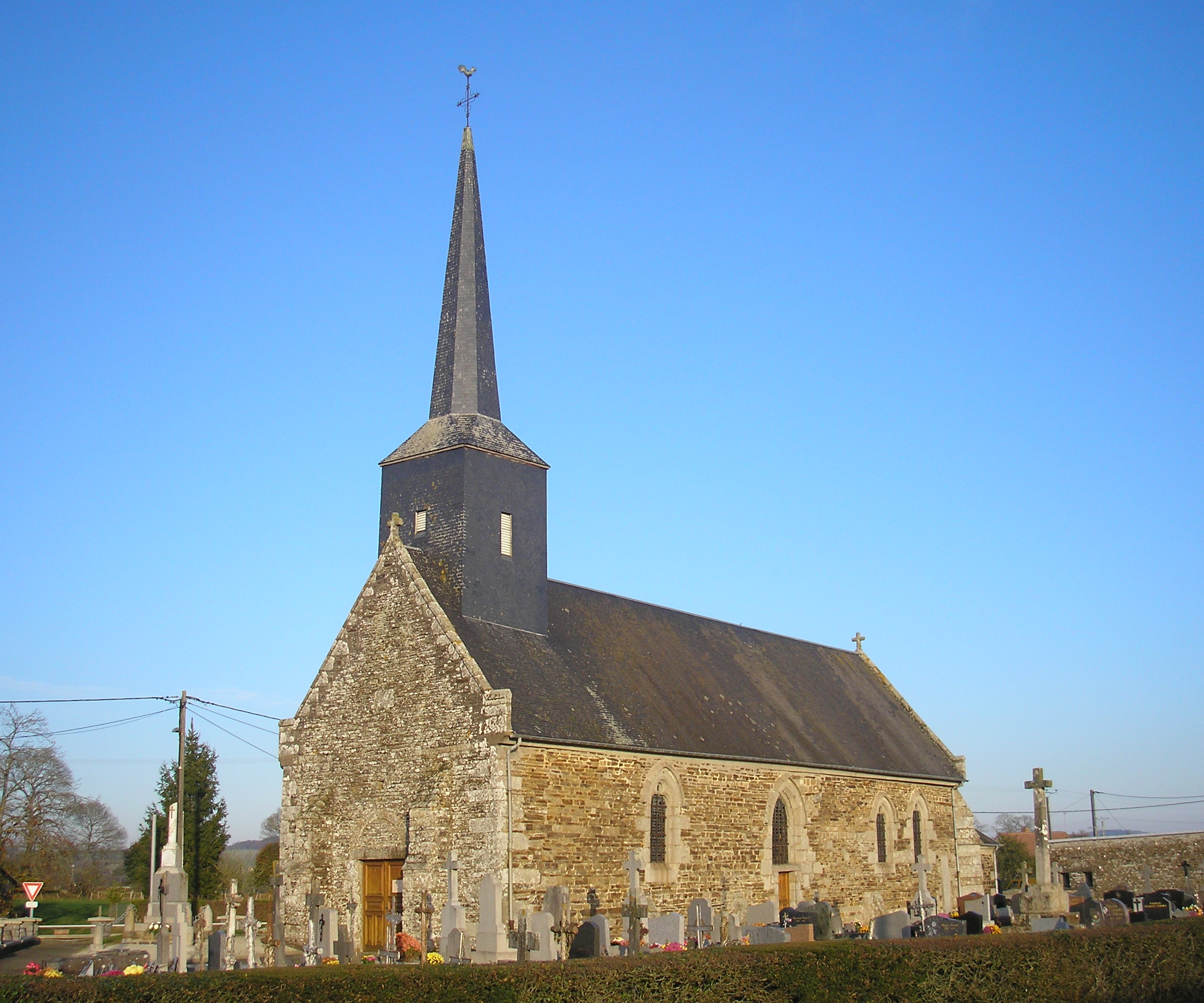
Kirche Saint-Pierre
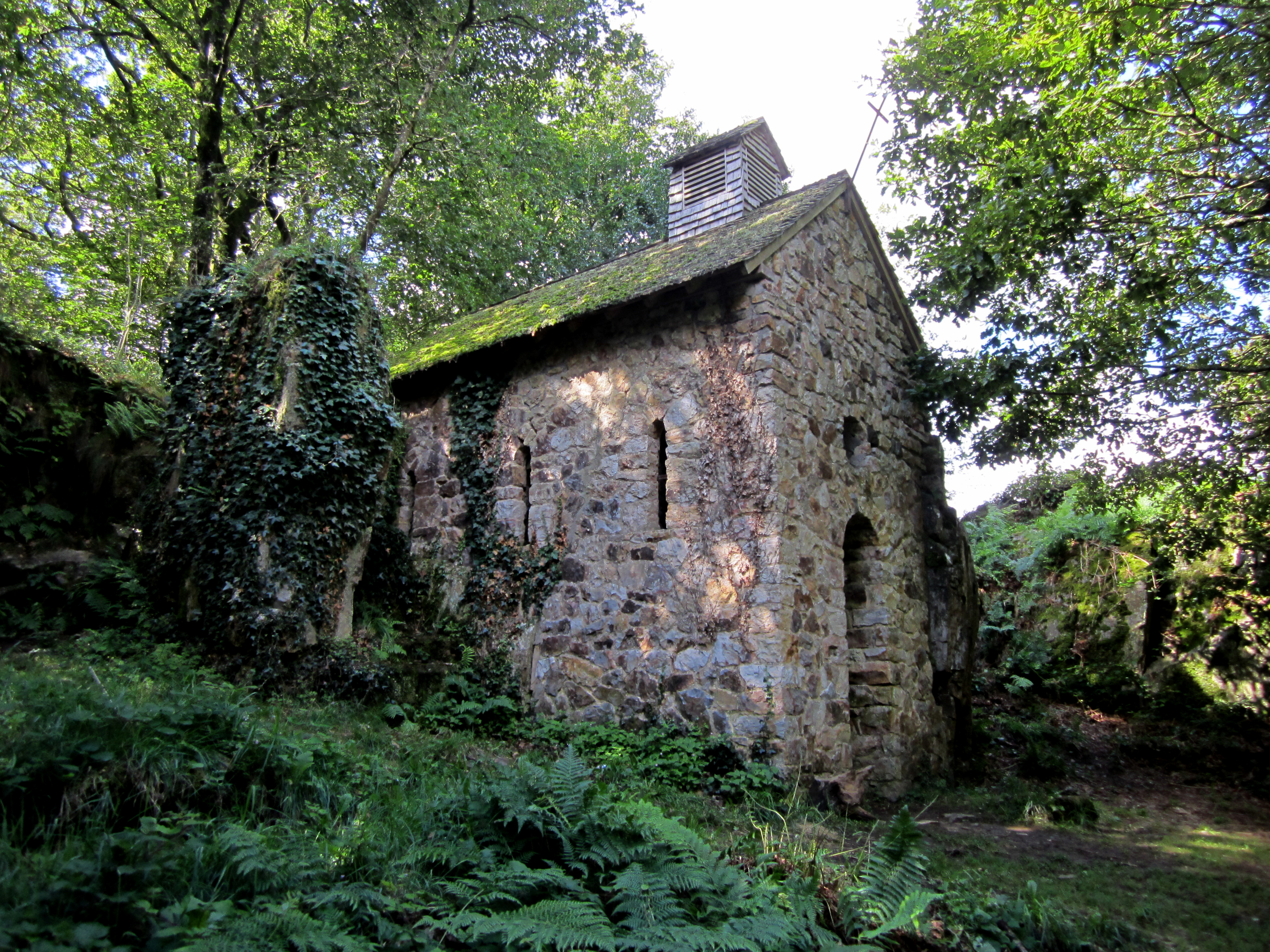
Kapelle Saint-Vital